# Klasika Brugge–De Panne
Klasika Brugge–De Panne (prej Trije dnevi Brugge–De Panne) je pomladanska enodnevna klasična kolesarska dirka v Belgiji, ki jo v današnji enodnevni obliki organizirajo vse od leta 2018 naprej in je ta del svetovne serije UCI World Tour. Sicer poteka že od leta 1977, vse do tedaj je bila to tridnevna dirka. 
Dirka tradicionalno poteka na predzadnjo sredo pred belgijskim spomenikom Po Flandriji.

## Zgodovina

### Trije dnevi De Panne
Leta 1977 je bila prvič na sporedu tridneva dirka imenovana Trije dnevi De Panne v tednu pred dirko Po Flandriji, običajno konec marca ali v začetku aprila. Prvi dan je bila to ponavadi valovita etapa z startom v mestu De Panne in ciljem v Ardenih. Drugi dan je bila dolga ravninska etapa ob flamski obali in z ciljem v mestu Koksijde. Tretji dan pa sta bili dve etapi, obe z startom in ciljem v mestu De Panne, zadnja etapa pa kot posamični kronometer. Tekmovalo se je od torka do četrtka in to je bila zadnja in precej zaželjena kot pripravljalna dirka pred flandrijskim spomenikom v nedeljo. Eric Vanderaerden, močan belgijski sprinter in kronometrist, je dirko v 1980ih in 1990ih zmagal skupaj rekordnih petkrat.

### Trije dnevi Bruges–De Panne
Leta 2018 je dirka spremenila tako ime kot tudi format. Kjub trem dnevom v naslovu, je dirka za moške po novem postala enodnevna in zamenjala termin z dirko Skozi Flandrijo. Dirka je tako na sporedu en teden prej, za spomenikom Milano–San Remo, torej v sredo pred E3 Saxo Bank Classic, zaradi katere so tudi skrajšali traso. Ardene in kronometer so črtali in jo v celoti postavili v Zahodno Flandrijo. 
Sloviti vzpon Kemmelberg in ostali tlakovani odseki imajo tako večjo težno na novi trasi. Da bi obdržali večdnevni format, so žensko dirko leta 2018 inavgurirali en dan kasneje kot moško. Obe dirki imata start v Bruggu in dva cilja v in okoli De Panne. Trenutno ime nosi od leta 2021.

## Moški

### Zmagovalci po letih
| Leto                              | Zmagovalec               | Drugi                  | Tretji                 |
| --------------------------------- | ------------------------ | ---------------------- | ---------------------- |
| ↓ "Trije dnevi De Panne" ↓        |                          |                        |                        |
| 1977                              | Roger Rosiers            | Yvon Bertin            | Guido Van Sweevelt     |
| 1978                              | Guido Van Sweevelt       | Jos Jacobs             | Cees Priem             |
| 1979                              | Gustaaf Van Roosbroeck   | Marc Renier            | Guido Van Calster      |
| 1980                              | Sean Kelly               | Gustaaf Van Roosbroeck | Etienne Van der Helst  |
| 1981                              | Jan Bogaert              | André Dierickx         | Jos Jacobs             |
| 1982                              | Gerrie Knetemann         | Daniel Willems         | Jean-Luc Vandenbroucke |
| 1983                              | Cees Priem               | Etienne De WildE       | Michel Pollentier      |
| 1984                              | Bert Oosterbosch         | Eric Vanderaerden      | Ferdi Van Den Haute    |
| 1985                              | Jean-Luc Vandenbroucke   | Sean Kelly             | Adrie van der Poel     |
| 1986                              | Eric Vanderaerden        | Sean Kelly             | Jean-Luc Vandenbroucke |
| 1987                              | Eric Vanderaerden        | Sean Kelly             | Jean-Luc Vandenbroucke |
| 1988                              | Eric Vanderaerden        | Allan Peiper           | Frans Maassen          |
| 1989                              | Eric Vanderaerden        | Jelle Nijdam           | Allan Peiper           |
| 1990                              | Erwin Nijboer            | Johan Museeuw          | Gerrit Solleveld       |
| 1991                              | Jelle Nijdam             | Frans Maassen          | Maximilian Sciandri    |
| 1992                              | Frans Maassen            | Vjačeslav Jekimov      | Thierry Marie          |
| 1993                              | Eric Vanderaerden        | Frans Maassen          | Edwig Van Hooydonck    |
| 1994                              | Fabio Roscioli           | Džamolidin Abdužaparov | Frans Maassen          |
| 1995                              | Michele Bartoli          | Rolf Sørensen          | Gianluca Bortolami     |
| 1996                              | Vjačeslav Jekimov        | Wilfried Peeters       | Olaf Ludwig            |
| 1997                              | Johan Museeuw            | Carlo Bomans           | Marco Milesi           |
| 1998                              | Michele Bartoli          | Emmanuel Magnien       | Vjačeslav Jekimov      |
| 1999                              | Peter Van Petegem        | Frank Vandenbroucke    | Denis Zanette          |
| 2000                              | Vjačeslav Jekimov        | Romāns Vainšteins      | Sergej Ivanov          |
| 2001                              | Nico Mattan              | Erik Dekker            | Vjačeslav Jekimov      |
| 2002                              | Peter Van Petegem        | Stefano Zanini         | George Hincapie        |
| 2003                              | Raivis Belohvoščiks      | Gianluca Bortolami     | Peter Van Petegem      |
| 2004                              | George Hincapie          | Danilo Hondo           | Gerben Löwik           |
| 2005                              | Stijn Devolder           | Alessandro Ballan      | Nico Mattan            |
| 2006                              | Leif Hoste               | Bernhard Eisel         | Luis León Sánchez      |
| 2007                              | Alessandro Ballan        | Joost Posthuma         | Bert Roesems           |
| 2008                              | Joost Posthuma           | Manuel Quinziato       | Enrico Gasparotto      |
| 2009                              | Frederik Willems         | Joost Posthuma         | Tom Leezer             |
| 2010                              | David Millar             | Andrij Grivko          | Luca Paolini           |
| 2011                              | Sébastien Rosseler       | Lieuwe Westra          | Michał Kwiatkowski     |
| 2012                              | Sylvain Chavanel         | Lieuwe Westra          | Maciej Bodnar          |
| 2013                              | Sylvain Chavanel         | Alexander Kristoff     | Niki Terpstra          |
| 2014                              | Guillaume Van Keirsbulck | Luke Durbridge         | Gert Steegmans         |
| 2015                              | Alexander Kristoff       | Stijn Devolder         | Bradley Wiggins        |
| 2016                              | Lieuwe Westra            | Alexander Kristoff     | Aleksej Lucenko        |
| 2017                              | Philippe Gilbert         | Matthias Brändle       | Alexander Kristoff     |
| ↓ "Trije dnevi Brugge–De Panne" ↓ |                          |                        |                        |
| 2018                              | Elia Viviani             | Pascal Ackermann       | Jasper Philipsen       |
| 2019                              | Dylan Groenewegen        | Fernando Gaviria       | Elia Viviani           |
| 2020                              | Yves Lampaert            | Tim Declercq           | Tim Merlier            |
| ↓ "Klasika Brugge–De Panne" ↓     |                          |                        |                        |
| 2021                              | Sam Bennett              | Jasper Philipsen       | Pascal Ackermann       |
| 2022                              | Tim Merlier              | Dylan Groenewegen      | Nacer Bouhanni         |
| 2023                              | Jasper Philipsen         | Olav Kooij             | Yves Lampaert          |
| 2024                              | Jasper Philipsen         | Tim Merlier            | Danny van Poppel       |
| 2025                              | Juan Sebastián Molano    | Jonathan Milan         | Madis Mihkels          |

### Večkratni zmagovalci
| Zmage | Kolesar           | Edicija                      |
| ----- | ----------------- | ---------------------------- |
| 5     | Eric Vanderaerden | 1986, 1987, 1988, 1989, 1993 |
| 2     | Michele Bartoli   | 1995, 1998                   |
| 2     | Vjačeslav Jekimov | 1996, 2000                   |
| 2     | Peter Van Petegem | 1999, 2002                   |
| 2     | Sylvain Chavanel  | 2012, 2013                   |
| 2     | Jasper Philipsen  | 2023, 2024                   |

### Zmagovalci po državah
| Zmage | Država              |
| ----- | ------------------- |
| 24    | Belgija             |
| 9     | Nizozemska          |
| 5     | Italija             |
| 2     | Francija            |
| 2     | Irska               |
| 2     | Rusija              |
| 1     | Združeno kraljestvo |
| 1     | Latvija             |
| 1     | Norveška            |
| 1     | ZDA                 |
| 1     | Kolumbija           |

## Ženske

### Zmagovalke po letih
| Leto                              | Zmagovalka      | Druga                    | Tretja            |
| --------------------------------- | --------------- | ------------------------ | ----------------- |
| ↓ "Trije dnevi Brugge–De Panne" ↓ |                 |                          |                   |
| 2018                              | Jolien D'Hoore  | Chloe Hosking            | Christine Majerus |
| 2019                              | Kirsten Wild    | Lorena Wiebes            | Lotte Kopecky     |
| 2020                              | Lorena Wiebes   | Lisa Brennauer           | Lotte Kopecky     |
| ↓ "Klasika Brugge–De Panne" ↓     |                 |                          |                   |
| 2021                              | Grace Brown     | Emma Norsgaard Jørgensen | Jolien D'Hoore    |
| 2022                              | Elisa Balsamo   | Lorena Wiebes            | Marta Bastianelli |
| 2023                              | Pfeiffer Georgi | Elisa Balsamo            | Lorena Wiebes     |
| 2024                              | Elisa Balsamo   | Charlotte Kool           | Daria Pikulik     |
| 2025                              | Lorena Wiebes   | Chiara Consonni          | Elisa Balsamo     |

### Večkratne zmagovalke
| Zmage | Država        | Edicija    |
| ----- | ------------- | ---------- |
| 2     | Lorena Wiebes | 2020, 2025 |
| 2     | Elisa Balsamo | 2022, 2024 |

### Zmagovalke po državah
| Zmage | Država              |
| ----- | ------------------- |
| 3     | Nizozemska          |
| 2     | Italija             |
| 1     | Avstralija          |
| 1     | Belgija             |
| 1     | Združeno kraljestvo |
| 1     | Italija             |